# Manéga
Manéga est une localité située dans le département d'Ourgou-Manéga de la province de l'Oubritenga dans la région Plateau-Central au Burkina Faso. Elle est internationalement connue pour son musée de Bendrologie.

## Géographie
Manéga se trouve à environ 2,5 km à l'est d'Ourgou (et de la route nationale 22) et à environ 22 km au nord-ouest de Ziniaré, le chef-lieu provincial. 

## Santé et éducation
Manéga accueille un centre de santé et de promotion sociale (CSPS) tandis que le centre médical avec antenne chirurgicale (CMA) de la province se trouve à Ziniaré.
Le village possède une école primaire publique.

## Culture
Son principal site touristique est le musée de Bendrologie, institution privée qui rassemble de nombreuses pièces relatives à la culture burkinabè.